# Ramaria botrytoides
Ramaria botrytoides är en svampart som först beskrevs av Peck, och fick sitt nu gällande namn av Corner 1950. Ramaria botrytoides ingår i släktet Ramaria och familjen Gomphaceae.   Inga underarter finns listade i Catalogue of Life.